# Rhinagrion
Rhinagrion is een geslacht van libellen (Odonata) uit de familie van de Megapodagrionidae (Vlakvleugeljuffers).

## Soorten
Rhinagrion omvat 10 soorten:
- Rhinagrion borneense (Selys, 1886)
- Rhinagrion elopurae (McLachlan in Selys, 1886)
- Rhinagrion hainanense Wilson & Reels, 2001
- Rhinagrion macrocephalum (Selys, 1862)
- Rhinagrion mima (Karsch, 1891)
- Rhinagrion philippinum (Selys, 1882)
- Rhinagrion reinhardi Kalkman & Villanueva, 2011
- Rhinagrion schneideri Kalkman & Villanueva, 2011
- Rhinagrion tricolor (Krüger, 1898)
- Rhinagrion yokoii Sasamoto, 2003